# Mercedes-Benz Classe GLB
O Mercedes-Benz Classe GLB é um automóvel do tipo crossover produzido pela Mercedes-Benz desde o ano de 2019, utiliza a plataforma Mercedes-Benz MFA2, a mesma também utilizada no Classe A.